# Thomas Kuhn
Thomas Samuel Kuhn (n. 18 iulie 1922, Cincinnati – d. 17 iunie 1996, Cambridge, Massachusetts) a fost un epistemolog și filozof al științei.

## Biografie
Thomas Kuhn a absolvit cursurile Universității Harvard unde a studiat fizica. A fost profesor de istoria științei la Universitatea Berkeley din California, Universitatea Princeton și la Institutul Tehnologic al (statului) Massachusetts (MIT).

## Contribuție epistemologică
Este unul dintre cei mai influenți filosofi ai științei, cartea sa, „Structura revoluțiilor științifice” (The Structure of Scientific Revolutions), apărută în 1962, devenind un studiu de referință asupra evoluției științei.
Teoria lui Kuhn, bazată pe observațiile și cercetările acestuia pe când era încă student la fizică, a bulversat lumea academică prin viziunea sa inedită. Ideile sale principale sunt cuprinse în cartea mai sus amintită, unde dezvoltă teoria conform căreia dezvoltarea științei, creșterea cunoașterii umane nu este un proces linear, cumulativ, așa cum susținea Karl Popper, ci se petrece în salturi, perioadele de cercetare lineare (știința normală) alternând cu perioade de criză și revoluții științifice.
Kuhn introduce și susține în lumea academică modelul paradigmatic de dezvoltare științifică. Conform teoriei, o paradigmă reprezintă un set de reguli, norme și metode de cercetare folosite de către o comunitate științifică în procesul de cercetare. Kuhn afirmă că folosind aceste paradigme, cercetătorii contribuie la dezvoltarea științei normale, adică o perioadă de creștere cumulativă a științei. Dar se întâmplă să apară fenomene noi, necunoscute până atunci, care nu mai pot fi cercetate cu metodele paradigmei curente, deoarece aceasta nu poate oferi răspunsuri și explicații mulțumitoare, palpabile, științifice ale fenomenului nou apărut. Atunci comunitatea academică și procesul de cercetare intră în criză. În acest moment intervine schimbarea de paradigmă, adică are loc o revoluție științifică. Așadar, revoluția științifică înseamnă înlocuirea unei paradigme cu o alta, care răstoarnă principiile vechii paradigme. Noua paradigmă cuprinde astfel un nou set de reguli și metode care vor fi folosite de către cercetători în procesul de cercetare până când și aceasta la rândul ei va intra în criză și va fi înlocuită de o altă paradigmă. Kuhn observă de altfel că noile paradigme se întemeiază contra curentului dominant în cercetare la un moment dat, merge în contra principiilor paradigmei curente, negându-i chiar principiile, tehnicile, și metodele de cercetare.
Un alt termen cheie în teoria lui Thomas Kuhn este ceea ce el a numit incomensurabilitatea teoriilor. Conform acestei sintagme, știința se dezvoltă independent de comunitățile științifice, fiecare comunitate științifică își dezvoltă o paradigmă proprie de cercetare, total diferită de celelalte paradigme dezvoltate de alte comunități științifice. Nu se poate face comparație între paradigme, între modelele de cercetare, nu se poate spune că o paradigmă este mai bună ca alta, deoarece paradigmele se dezvoltă ținând seama de caracteristicile comunității științifice căreia îi aparține. Astfel, modelul paradigmatic de cercetare dezvoltat de către o comunitate științifică nu poate fi adoptat sau tradus de către altă comunitate științifică datorită condiționărilor impuse de limbă. Unii termeni și unele metode de cercetare cuprind elemente care nu pot fi traduse de către comunitatea care dorește să adopte noua paradigmă.